# Mouhammed ibn Tughlûq

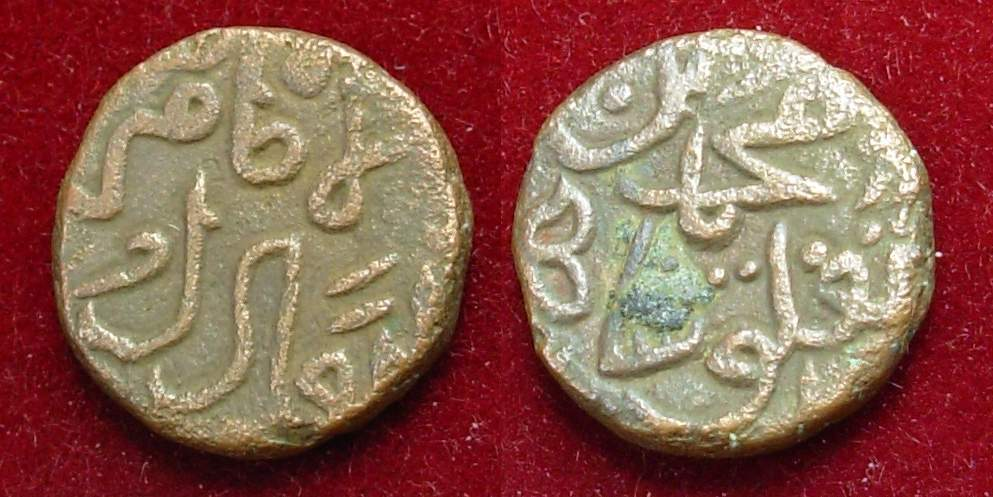
Une pièce de monnaie sous le règne de Mouhammed ibn Tughlûq.

Mouhammed ibn Tughlûq (محمد بن تغلق en arabe), également connu sous le nom de Prince Juna Khan, né aux environs de 1300 et mort en 1351, est le fils ainé de Ghiyath al-Din Tughlûq, et devient sultan de Delhi de 1325 à sa mort en 1351.
Mouhammed Tughlûq est un érudit, pétri de culture persane, intéressé par les mathématiques, les sciences physiques, l'astronomie, la calligraphie, la logique et la philosophie. Il possède des notions de médecine et se révèle doué en dialectique. Il révèle ses qualités de chef de guerre lorsque son père l'envoie faire campagne dans le Deccan contre le roi Prataparudra (en) de Warangal, de la dynastie Kâkâtiya.

## Règne
Mouhammed doit repousser une invasion mongole dès le début de son règne, puis réduire une rébellion vers Gulbarga. Homme cultivé, il manque cruellement du sens des réalités. Il accuse tout le monde de complot et condamne à mort au moindre soupçon. Il décide d’augmenter les impôts des paysans du Gange en pleine période de famine. Ceux-ci, réduits à la misère, abandonnent leurs terres. Le sultan les y fait ramener de force avec de terribles châtiments.
Mouhammed Tughlûq s'engage à maintenir l'expansion de son sultanat dans les provinces nouvellement conquises de la péninsule de l'Inde. Pour améliorer l'administration de ces régions méridionales de l'Empire, Tughluq transfère en 1327 la capitale depuis Delhi vers Devagiri, à 700 km au sud dans le Deccan, et la rebaptise Daulatabad. Au lieu de déplacer son gouvernement, il force l'ensemble de la population de Delhi à s'installer dans la nouvelle capitale. Ce plan échoue en raison de l'insuffisance de l'approvisionnement en eau dans Daulatabad. Après seulement deux ans, la capitale est de nouveau déplacée à Delhi. Un grand nombre de personnes meurent au cours de ses déplacements. La ville de Delhi est décrite comme une ville fantôme pendant les années qui suivent ces déménagements successifs : « Lorsque je suis entré à Dehli, c'était presque un désert », écrit Ibn Battûta, un voyageur venu d'Afrique du Nord.
Tughlûq introduit une monnaie fiduciaire, inspirée de celle de la dynastie Song où les jetons servent de valeur monétaire indépendamment de la valeur réelle des matériaux qui le composent. Ces jetons en laiton et en cuivre correspondaient à des valeurs monétaires en or et argent conservées dans les trésors. Toutefois, très peu de gens ont échangé leur or et leur argent pour ces nouvelles pièces, et des contrefaçons de ces jetons de cuivre étaient faciles à forger, ce qui conduit à de lourdes pertes.
En 1335, il lance une expédition punitive dans le sud du Dekkan. Une épidémie de peste le force à rebrousser chemin et à rentrer à Delhi. L'année suivante, la population de Kampilî se révolte contre le gouverneur tughluq. Le sultan relâche alors les deux fils d’un chef local, Harihara et Bukka, qui avaient été emprisonnés lors de la conquête de Kampilî en 1327, en espérant que les choses rentreraient dans l’ordre. Harihara rejette la suzeraineté tughluq et crée le royaume de Vijayanâgara. En 1347, un officier turc dissident, Hasan Zafar Khan, fonde le royaume Bahmanî dans le Dekkan.
Au cours des dernières années de son règne, de nouveaux royaumes comme le royaume bahmanî fondé par Ala-ud-din Hasan Bahman Shah dans le Deccan, font scission de l'empire.
Mouhammed ibn Tughlûq meurt au cours d'un campagne militaire dans le Sind, son cousin Fîrûz Shâh Tughlûq lui succède.